# Instrumento transpositor
En música, se llama instrumento transpositor a un instrumento para el cual la altura de la nota que suena no corresponde a la altura de la nota escrita.
Si se compara la altura del sonido emitido por un instrumento de cuerda con la altura de la nota escrita, se verá que en el caso del violín, de la viola y del violonchelo coinciden siempre. No así el contrabajo, cuyos sonidos son tan graves que escribirlos con su altura real en la clave de fa requeriría casi siempre el uso de líneas adicionales, es decir, casi siempre caerían debajo del pentagrama, haciendo incómoda la lectura. Por eso la parte de contrabajo se escribe siempre una octava más alta de lo que suena en la realidad. También la guitarra es transpositora, porque suena una octava más grave de lo que está escrito.

## Instrumentos de viento
La mayoría de los instrumentos transpositores pertenecen a los instrumentos de viento, tanto de madera como de metal. La regla general es que en una misma familia de instrumentos (los clarinetes, los saxofones, etc.) a una misma posición de los dedos corresponde una misma nota escrita, aunque suene diferente. Esto hace que un instrumentista pueda pasar de un instrumento a otro de la familia sin tener que memorizar ningún cambio de digitación. El uso de instrumentos transpositores facilita la ejecución en tonalidades con varios bemoles o con varios sostenidos, como se explica a continuación.

### Familia del clarinete
Sirva como ejemplo el caso del clarinete. Su familia está formada por numerosos instrumentos, casi todos transpositores. El clarinete soprano, que es el que comúnmente se utiliza en las orquestas sinfónicas y en el jazz, está afinado en Si♭ (bemol). Esto quiere decir que cuando su partitura indica un do el sonido es un si♭. En las orquestas sinfónicas se utiliza también el clarinete en La. La elección de un clarinete u otro ya está indicada por los propios compositores, que indican qué instrumento quieren y, en algunos casos, dónde hay que pasar de un instrumento al otro. El clarinete en Do, no transpositor, se usa poco. Existen clarinetes más agudos, en Re y en Mi♭. También más graves: el contralto en Mi♭, el bajo en Si♭, el contrabajo en Si♭, el corno di bassetto en Fa.

### Familia del saxofón
En el caso del saxofón, la familia es doble. Por un lado los saxofones de las bandas de música alternan el Si♭ con el Mi♭: sopranino en Mi♭, soprano en Si♭, alto en Mi♭, tenor en Si♭, barítono en Mi♭, bajo en Si♭, contrabajo en Mi♭. Los saxofones que Adolphe Sax inventó para la orquesta reemplazan al saxofón en Si♭ por el afinado en Do (no transpositores, salvo por octava) y el Mi♭ por el Fa. En el Bolero de Ravel, por ejemplo, el saxofón alto está afinado en Fa y el soprano en Do, aunque hoy en día son habituales los saxofones en Mi♭ y en Si♭.

### Familia viento-metal
También las trompetas, fliscornos y cornetas están afinadas en si♭ o mi♭; los cornos franceses o trompas están en fa/si♭ (hay una llave que permite que el instrumento funcione como si fuera doble).

### Familia del oboe
En la familia del oboe, el corno inglés está en fa y el oboe d'amore en la.

### Familia de la flauta
El piccolo, ottavino o flautín es transpositor. Suena una octava más aguda de lo que está escrito. Otros tipos de flautas de orquesta son transpositoras: la flauta contralto en Sol suena una cuarta más grave que la soprano en Do y la flauta baja en Do suena una octava más grave.
Se ve, pues, que la familia de los vientos es especialmente rica en instrumentos transpositores y que en la mayoría de los casos las tonalidades que se pueden tocar con más facilidad son las que tienen bemoles. Por ese motivo las obras para banda sinfónica se escriben o se adaptan siempre para ese rango de tonalidades.

### Flautas dulces
Las flautas dulces son un caso aparte. Si bien la familia alterna las afinaciones en do y en fa, estas no suelen ser consideradas como instrumentos transpositores (salvo tres ejemplos que se mencionarán). Quiere decir que cuando un ejecutante de flauta dulce cambia de instrumento, por ejemplo entre soprano y contralto, debe tener en cuenta los cambios de nombre que experimentan las posiciones de los dedos; esto quiere decir, que mientras en la Soprano toca un Do, es consciente que en la Contralto tocará un fa, sin siquiera pensar en do.
Las flautas dulces, sin embargo, tienen tres transposiciones:
- A la octava: en lo más cotidiano, podemos encontrar esto en las flautas soprano y sopranino, que suenen una octava más alta de lo escrito.
- Flauta dulce contralto en sol: es muy rara, aunque tiene una obra muy famosa escrita para dos de estas (más violín y orquesta): El Concierto Brandenburgués n.º 4 de Johann Sebastian Bach. La parte de flautas de esta obra, en el original, está escrita en fa mayor, para ser tocada con flautas en sol, y que suenen en sol mayor, facilitando los pasajes sobreagudos.
- Flauta dulce tenor en re. Igual de rara que la anterior; esta funciona con la digitación de do. Cuando toca un do, suena un re. Se puede escuchar en una grabación de Il Giardino Armonico.

## Armadura
Los pentagramas de los instrumentos transpositores tienen armaduras distintas a la de los instrumentos no transpositores. Por ejemplo, una partitura en la tonalidad de mi bemol mayor tendrá tres bemoles en la armadura de un instrumento no transpositor y uno solo en la de un instrumento transpositor en si♭. Eso se debe a que el instrumento transpositor ya aporta dos de los tres bemoles requeridos.